# A+ (ラッパー)
アンドル・レビンズ（英: Andre Levins、1982年8月29日 - ）、通称A+は、アメリカ合衆国のラッパー。1996年と1999年にアルバムをリリースした。

## 経歴
ニューヨーク州ヘムステッド出身。デフ・ジャム・レコードがスポンサーをする国民的オーディションで優勝し、1995年に音楽活動を開始。ケダー・マッセンバーグのレコードレーベル、ケダー・エンターテインメントと契約した。マッセンバーグによると、A+という芸名には「ほかの同年代のラッパーよりも上を目指す」という意気込みがあるという。翌年、13歳にしてファーストアルバム“The Latch-Key Child”をリリース。モブ・ディープやQ-ティップがフィーチャリングした。Billboard Hot 100のチャートには14週とどまり、最高順位は66位であった。リードシングルには“All I See”を選んだ。
1999年2月にはセカンドアルバム“Hempstead High”をリリース。デバージやロスト・ボイズ、カニバスなどがゲスト出演した。ウォルター・マーフィーの1976年の曲“A Fifth of Beethoven”をサンプリングしたシングル“Enjoy Yourself”は全英シングルチャートで5位を記録し、U.S. Hot 100でも3週連続で63位に入った。ドイツや日本でもヒットした。

## ディスコグラフィ

### アルバム
| 発売年 | タイトル            | チャート最高順位 | チャート最高順位 | チャート最高順位 |
| 発売年 | タイトル            | US Hip-Hop       | Heatseekers      |                  |
| ------ | ------------------- | ---------------- | ---------------- | ---------------- |
| 1996年 | The Latch-Key Child | 36位             | 17位             |                  |
| 1999年 | Hempstead High      | 60位             | 19位             |                  |

### シングル
| 発売年 | タイトル         | チャート最高順位 | チャート最高順位 | チャート最高順位 |
| 発売年 | タイトル         | U.S.             | U.S. R&B         | UK               |
| ------ | ---------------- | ---------------- | ---------------- | ---------------- |
| 1996年 | "All I See"      | 66位             | 29位             | —                |
| 1999年 | "Enjoy Yourself" | 63位             | 50位             | 5位              |